# Microregione di Chapadas das Mangabeiras
Chapadas das Mangabeiras è una microregione dello Stato del Maranhão in Brasile, appartenente alla mesoregione di Sul Maranhense.

## Comuni
Comprende 8 comuni:
- Benedito Leite
- Fortaleza dos Nogueiras
- Loreto
- Nova Colinas
- Sambaíba
- São Domingos do Azeitão
- São Félix de Balsas
- São Raimundo das Mangabeiras